# La caza (película de 2007)
La caza es una película de 2007 dirigida por Fritz Kiersch. Está protagonizada por Joe Michael Burke y Cliff DeYoung y trata sobre dos cazadores y un niño que, durante un viaje de caza, descubren extraterrestres.

## Sinopsis
En la actualidad, hay más de 43 millones de cazadores en los Estados Unidos. Un gran número de cazadores... un gran número de ciervos. Estadísticamente algo iba a salir mal.

## Reparto
- Joe Michael Burke como Jack Hamberg
- Cliff DeYoung como John Kraw
- Mitchell Burns como Clint
- Robert Rusler como Atticus Monroe
- Amy Briede como Tessa Kraw Hamberg